# Lilly Larson Lund
Lilly Larson Lund, född 18 april 1902 i Kristiania, död 14 januari 1992 i Oslo, var en norsk skådespelare.

## Filmografi
Enligt Internet Movie Database:
- 1929 – Laila
- 1937 – Laila
- 1951 – Skadeskutt
- 1955 – Bedre enn sitt rykte